# Convento di San Francesco (Carsoli)
Il convento di San Francesco è un complesso religioso situato a Poggio Cinolfo, frazione di Carsoli (AQ), in Abruzzo. 

## Storia e descrizione

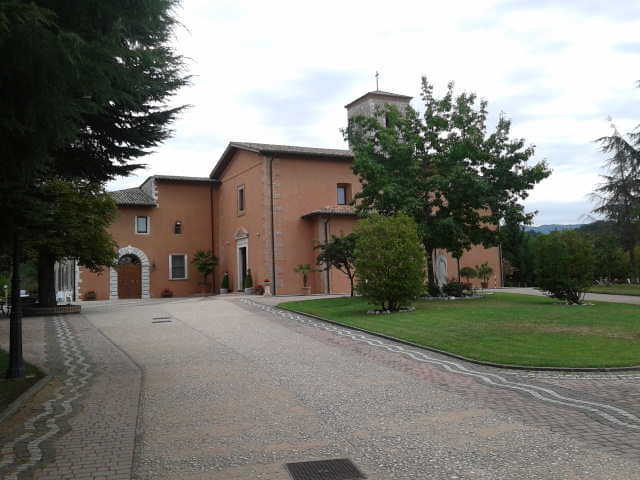
Il convento francescano

L'edificazione del primo nucleo conventuale avvenne nel 1216, anno in cui Francesco d'Assisi visitò una parte del territorio della diocesi dei Marsi recandosi nei pressi di Marruvium (la contemporanea San Benedetto dei Marsi) e nell'area di Carsoli. Sul colle Vettiano a circa 600 m s.l.m., nei pressi del borgo di Poggio Cinolfo, fece costruire l'eremo originario accanto alla chiesuola, intitolata all'epoca a santa Maria. Secondo la tradizione orale, riportata anche da storici locali come Muzio Febonio, il santo poté parlare ai fedeli dalle grate di una finestrella del piccolo edificio religioso.
Stando ai documenti ecclesiastici del XV secolo i primi a vivere e a gestire il convento furono i frati conventuali. L'edificazione della chiesa nuova, con l'abbattimento di quella più piccola malridotta, avvenne nel 1666. L'edificio religioso presentava una navata e alcune cappelle laterali. All'interno vi erano custodite opere d'arte di rilievo, come il quadro della Madonna sovrastato dall'iscrizione che attestò l'avvenuta visita di San Francesco e alcuni affreschi di Vincenzo Manenti, allievo del Cavalier d'Arpino e poi del Domenichino, raffiguranti la vita del santo e l'Ultima Cena, poi andati perduti. La campana principale che fu messa in opera venne realizzata nei primi anni del XVII secolo. 
Il convento aveva possedimenti in tutti i principali centri della piana del Cavaliere. Nel 1795 i frati abbandonarono il complesso religioso che fu chiuso nel 1809. Onde evitare l'alienazione della struttura, il vescovo dei Marsi, mons. Giuseppe Segna, alcuni anni dopo la fece includere nel territorio di competenza della nuova parrocchia di Santa Maria Assunta di Poggio Cinolfo.
Nel 1867 convento e chiesa furono depredati da alcuni combattenti garibaldini dopo l'infausta battaglia di Mentana. A riaprire il luogo di culto furono i passionisti che lo restaurarono e lo gestirono fino al 1915, anno del disastroso terremoto di Avezzano. Danneggiato in modo non irreparabile e una volta restaurato, il convento ospitò i seminaristi della diocesi marsicana. Verso la fine della seconda guerra mondiale divenne invece un rifugio dei nazisti in ritirata dall'Italia centrale. Dopo il conflitto fu gestito dall'ordine religioso dei Servi di Maria e fu frequentato come una residenza estiva da alcuni istituti religiosi romani fino agli anni settanta con l'avvento nella struttura della congregazione benedettina delle Suore Riparatrici del Santo Volto di Nostro Signore Gesù Cristo, istituto religioso fondato da Ildebrando Gregori, Venerabile originario di Poggio Cinolfo. Nel corso degli anni sono stati portati avanti vari interventi di ampliamento e cura del giardino e di restauro e consolidamento della chiesa e del convento che, nel 2016, sono stati visitati da Papa Francesco.